# Saint-Barthélemy-de-Bellegarde
Saint-Barthélemy-de-Bellegarde – miejscowość i gmina we Francji, w regionie Nowa Akwitania, w departamencie Dordogne.
Według danych na rok 1990 gminę zamieszkiwało 408 osób, a gęstość zaludnienia wynosiła 12 osób/km² (wśród 2290 gmin Akwitanii Saint-Barthélemy-de-Bellegarde plasuje się na 784. miejscu pod względem liczby ludności, natomiast pod względem powierzchni na miejscu 236.).